# 寒川喜一
寒川 喜一（かんかわ きいち、1911年（明治44年）10月27日 - 1990年（平成2年）2月3日）は、日本の地方公務員、政治家。衆議院議員。

## 経歴
徳島県出身。1933年に関西大学専門部第1部法科を卒業。大阪府書記となり、地方事務官、大阪府人事委員会事務局長、同府労働部長などを歴任。その後、大阪府職業訓練協会副会長、寒川労働コンサルタント所長、関西大学評議員などを務めた。
1963年（昭和38年）第30回衆議院議員総選挙、次の第31回総選挙で落選。1969年（昭和44年）12月、第32回総選挙で大阪府第1区に民社党から出馬して当選し、衆議院議員を1期務めた。民社党大阪府支部連合会副会長、同会長代理、同大阪1区連会長、同党本部中央委員、同沖縄対策部会長、民社中小企業政治連合大阪1区連合会会長などを務めた。第33回、第34回総選挙に出馬したがいずれも落選した。

## 栄典
- 勲三等瑞宝章（1982年）[1]